# Norbert Frýd
Zasloužilý umělec Norbert Frýd rodným jménem Norbert Fried (21. dubna 1913 České Budějovice – 18. března 1976 Praha) byl český spisovatel, diplomat, cestovatel a fotograf.

## Život
Narodil se v Českých Budějovicích (v paláci Včela) do rodiny obchodníka. Otec pocházel z české židovské rodiny (v mládí však konvertoval k malé evangelické církvi při pobytu v Německu), zatímco matka z německy mluvící (taktéž židovské) rodiny ze západočeského pohraničí. Frýd vystudoval německé gymnázium v Českých Budějovicích, kde byl jeho učitelem mj. Lev Herz, a roku 1932 tam maturoval. Poté studoval práva a literární vědu, kvůli uzavření vysokých škol však promoval až v roce 1945.
V průběhu 2. světové války byl vězněn v Terezíně, později v Osvětimi (tam mu zemřela manželka a otec, bratr Jan byl popraven již v roce 1942 za odbojovou činnost) a nakonec v Kauferingu.
V letech 1947–1951 byl kulturní atašé na československém zastupitelském úřadě v Mexiku. Po ukončení diplomatické kariéry (1951) byl redaktorem Československého rozhlasu a roku 1953 se stal profesionálním spisovatelem.
Roku 1965 mu byl udělen titul zasloužilý umělec.
Jeho fotografie doplňují jeho cestopisné knihy nebo publikaci Stanislava Neumanna Neexotická Kuba.
Od roku 1958 bydlel ve vile na Barrandově ve Filmařské 1. Pohřben je na hřbitově u kostela sv. Jana Nepomuckého v Chuchelském háji v Praze-Velké Chuchli.

## Dílo
- Divná píseň, 1946
- Črty a snímky z cest, 1952
- Mexiko je v Americe, 1952 kniha reportáží
- Případ majora Hogana, 1952, soubor povídek
- Studna supů, 1953
- Meč archandělů, 1954
- Usměvavá Guatemala, 1955, kniha reportáží
- Mexická grafika, 1955
- Krabice živých, 1956, román o možnosti zachování si lidské důstojnosti i v tak krutém prostředí jako je koncentrační tábor. Autor vycházel z vlastních zážitků.
- Mexické obrázky, 1958
- Tři malé ženy, 1963, trilogie o osudech tří postav v běžném životě v mezních situacích
  - Ztracená stuha, vychází z legendy dálného východu
  - Kat nepočká
  - Živá socha
- Prales, 1965 inspirováno výzkumnou expedicí k mayským památkám, které se účastnil
- Vzorek bez ceny a pan biskup aneb Začátek posledních sto let, 1966
- Hedvábné starosti aneb Uprostřed posledních sto let, 1968
- Lahvová pošta aneb Konec posledních sto let, 1971
- Císařovna, 1972 román
- Almara plná povídaček, 1973
- Rukama nevinnosti, 1974
- Oživení v sále, 1976
- Tři nepatrní muži, souborně 1978,
  - Pan Lučavka,
  - Sloup vody
  - Rukama nevinnosti